# Flughafen Meadows Field

i7
i11
i13
Der Meadows Field Airport (IATA-Code: BFL, ICAO-Code: KBFL) ist ein öffentlicher Flughafen auf 155 m Seehöhe, 5 km nordwestlich von Bakersfield, im Kern County, Kalifornien, in den Vereinigten Staaten. Die Fläche des Flughafens beträgt 549 ha. Er hat zwei Asphaltpisten mit 3309 m Länge und 2348 Länge.

## Geschichte
Ursprünglich als „Kern County Airport No. 1“ bekannt, baute die Handelskammer von Kern County den Flughafen 1926 für den US-Postdienst und kommerzielle Flugdienste. Der kleine Flughafen verfügte nur über ein Terminalgebäude und eine Landebahn, bis er 1935 von Kern County gekauft wurde.
Der kommerzielle Flugverkehr nach Bakersfield geht auf das Jahr 1927 zurück, als Pacific Air Transport eine Strecke von Los Angeles nach Seattle mit Stopps in Bakersfield, Fresno, San Francisco, Medford und Portland betrieb. Bis 1934 fusionierte Pacific Air Transport mit drei anderen Fluggesellschaften zu United Airlines. United flog von Ende der 1960er bis 1979 und erneut von 1984 bis 1987 Boeing 727 und Boeing 737-200 nach Los Angeles und nach San Francisco. In den Jahren 1933 und 1934 flog Transcontinental and Western Air (TWA) die Stadt auf der Strecke San Francisco-Fresno-Bakersfield-Los Angeles für kurze Zeit an.
Bis 1941 begann das Army Air Corps, den Kern County Airport weiter auszubauen. Ende 1943 nutzte die 481st Night Fighter Operational Training Group den Kern County Airport als zusätzlichen Trainingsflugplatz und Schule. Hier wurden Piloten mit modifizierten Douglas A-20 Havocs für Nachtjägereinsätze mit der Bezeichnung P-70 und brandneuen Nachtjägerprototypen YP-61 Black Widow ausgebildet.
Mitte der 1950er Jahre sollten Flughäfen wieder kommerziell genutzt werden, und mit dem Kauf neuer Grundstücke wurden neue Terminals und Kontrolltürme gebaut. Im August 1957 wurde der Flughafen in Meadows Field Airport nach Cecil Meadows, dem Direktor der Flughäfen des Landkreises, umbenannt.
Andere Fluggesellschaften waren Southwest Airways und die Nachfolger Pacific Air Lines, Air West und Hughes Airwest, die den Flughafen von 1956 bis 1979 mit Fairchild F-27 und Douglas DC-9-10 bedienten. 1966 betrieb Pacific Air Lines Boeing 727-100 nonstop nach Los Angeles und Fresno und One-Stop nach San Francisco. Dies war der erste Jet-Service des Flughafens. Pacific Express bediente den Flughafen in den 1980er Jahren mit BAC One-Elevens nonstop nach San Francisco und Santa Barbara. Continental Airlines flog 1982 Douglas DC-9 auf einer Strecke von Las Vegas nach Houston und von 1987 bis 1988 Boeing 737-200 nach Denver. America West Airlines betrieb von 1990 bis 1991 mit dem Turboprop De Havilland Dash 8 Fernverbindungen nach Las Vegas.
Von 1984 bis 1999 operierte American Airlines Dallas/Fort Worth-Service mit dem McDonnell Douglas MD-80, der ursprünglich einen Zwischenstopp in Santa Barbara beinhaltete. Von September 1994 bis April 1995 betrieb American Airlines eine Boeing 757-200 zum John Wayne Airport und mit einem Zwischenstopp nach Chicago-O’Hare, das als das größte Verkehrsflugzeug war, das Bakersfield anflog.
Allegiant Air flog von 2010 bis 2011 mit der McDonnell Douglas MD-80 nach Las Vegas, und Frontier Airlines flog 2014 kurz Airbus A319 nach Denver. Von 2007 bis 2008 flog Mexicana Airbus A318 nonstop nach Guadalajara.
Eine Reihe von Zubringer- und regionalen Fluggesellschaften haben den Flughafen angeflogen, darunter Air Pacific, Air L.A., American Eagle Airlines, Apollo Airways, Aspen Airways, Cal-State Air Lines, ExpressJet Airlines (anfangs als Continental Express und später unabhängig), Imperial Airlines, Golden Gate Airlines, Golden West Airlines, Laughlin Express, Mesa Airlines (anfangs unabhängig und später als America West Express und Nachfolger US Airways Express), Pacific Coast Airlines, SkyWest Airlines (anfangs unabhängig und später als Western Express, Delta Connection und US Airways Express), Sun Aire, StatesWest Airlines (operierend als USAir Express), Swift Aire Lines, WestAir (operierend als United Express) und Wings West Airlines.

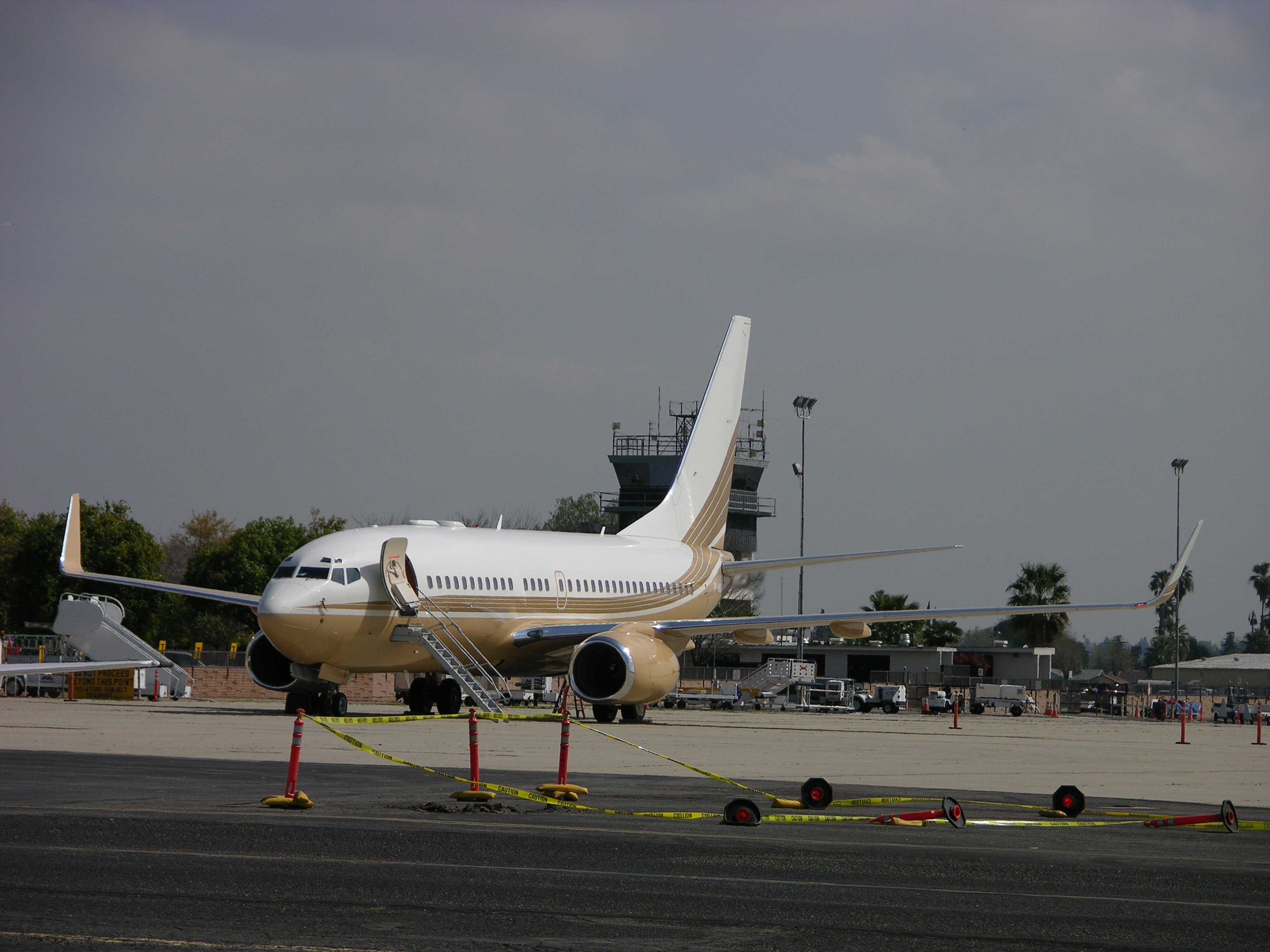
Boeing 737-700 auf dem Meadows Field Airport

## Flugbetrieb
Im Jahre 2021 wurden 131.327 Passagiere befördert.
Im Jahre 2022 haben 61.229 Flugbewegungen stattgefunden, davon 15.181 lokale Bewegungen, 30.967 Zwischenlandungen, 12.387 Air-Taxi-Flüge, 119 militärische Flüge und 2.557 Frachtflüge. 108 einmotorige und 52 zweimotorige Flugzeuge, 32 Jetflugzeuge und 1 Helikopter waren 2022 hier stationiert.
Die wichtigste Fluggesellschaft für den Flughafen ist heute United Airlines und American Airlines.